# 토끼굴 (영화)
《토끼굴》(영어: Burrow)은 2020년 공개된 미국의 2D 단편 애니메이션 영화이다. 《스파크쇼츠》 시리즈의 8번째 작품으로, 2020년 12월 25일 디즈니+에서 공개되었다. 극장에서 공개되는 나라에서는 《소울》 상영과 같이 공개되었다.

## 제작
2020년 9월, 픽사는 장편 영화 《소울》 전에 Burrow라는 제목의 2D 단편 애니메이션 영화가 상영될 것이라고 발표했다. 매들린 샤라피언이 감독을 맡고, 마이크 캡배랫이 제작을 맡았다. 2020년 10월 9일, 단편 영화는 디즈니+에서 초연될 것이라고 발표하였다.

## 음악
공식적으로 작곡가가 크레딧에 올라가지 않았지만 음악에는 Special Thanks로 등재된 볼프강 아마데우스 모차르트가 작곡한 오보에 협주곡이 포함되어 있다.

## 공개
2020년 12월 25일 디즈니+에서 공개되었다. 원래 2020년 11월 20일 《소울》 상영에 같이 극장 개봉할 예정이었다. 하지만 북아메리카에서는 《소울》과 《토끼굴》 모두 극장 개봉이 취소되고 디즈니+로 공개되었다.